# Нетребовка
Нетребо́вка (укр. Нетребівка) — село на Украине, находится в Томашпольском районе Винницкой области.
Код КОАТУУ — 0523983301. Население по переписи 2001 года составляет 906 человек. Почтовый индекс — 24233. Телефонный код — 4348.
Занимает площадь 25,37 км².

## Религия
В селе действует Свято-Параскевинский храм Могилёв-Подольской епархии Украинской православной церкви.

## Адрес местного совета
24233, Винницкая область, Томашпольский р-н, с. Нетребовка, ул. Ленина, 2